# Dámské lodičky

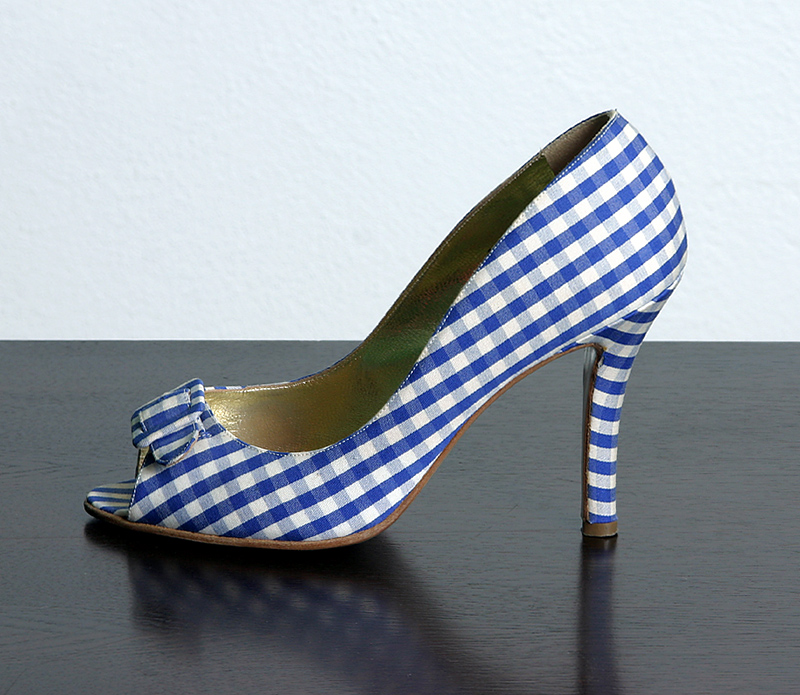
Lodička určená na tanec flamenco

Dámské lodičky je typ lehké obuvi s podpatkem, kterou nosí zejména ženy. Obvykle má také hluboké vykrojení, které odhaluje nárt nohy a úzkou špičku (u některých modelů však bývá špička otevřená). Lodičky s podpatkem vyšším než 10 cm se označují jako high heels.

## Vznik a vývoj lodiček

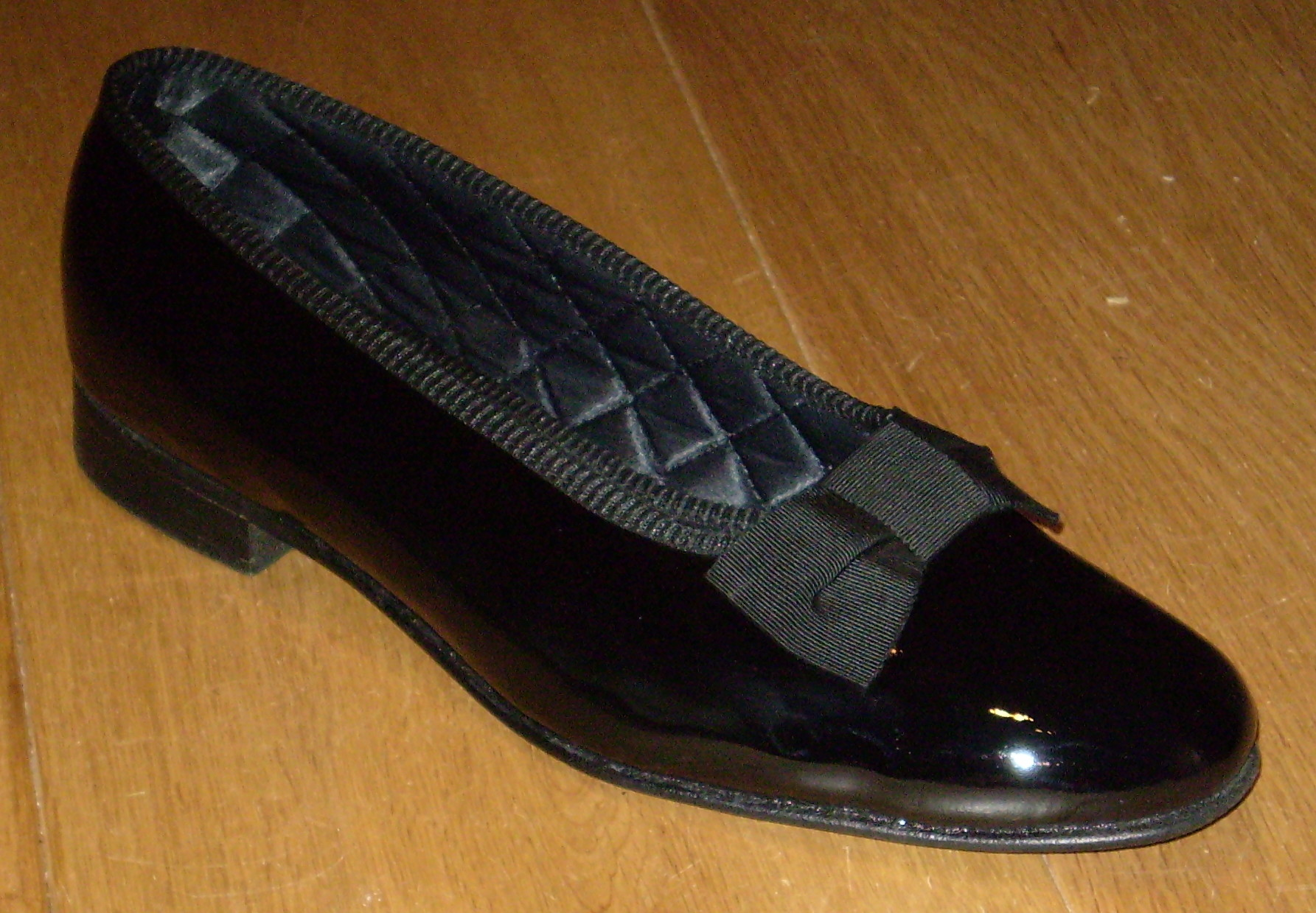
Pánské lodičky, se v současnosti nosí jen jako součást black tie.

Obuv podobná lodičkám se patrně vyvinula zkrácením jezdeckých bot na vysokém podpatku, které byly odznakem vyšší společenské třídy a svému majiteli zvyšovala prestiž a důležitost. Pro nošení u dvora však nebyly jezdecké boty příliš pohodlné, proto si francouzský král Ludvík XIV. nechal ušít střevíce s podpatkem vysokým 10 cm, které se tvarem podobaly dnešním lodičkám.
Lodičky se staly nejen odznakem vyšší společnosti, ale také marnivosti a například američtí puritáni nedovolovali ženám nosit lodičky, protože je považovali za ďáblův nástroj. Vydali tzv. podpatkový zákon, který ženám zakazoval nosit tuto obuv. Pokud se žena i přesto opovážila obout lodičky, byla prohlášena za čarodějnici a byla upálena.
Velký rozmach nošení lodiček nastal po roce 1860, kdy se začaly šít strojově a vznikly první továrny vyrábějící tento druh obuvi. Tím klesla jejich výrobní cena a lodičky si mohli pořídit i méně majetní lidé. Ve 20. století se lodičky staly doslova masovou záležitostí a staly se nejrozšířenější typem dámských bot.